# 赫爾曼一世 (士瓦本)
赫爾曼一世（德語：Hermann I，？—949年12月10日），士瓦本公爵，蘭高（939年起）與奧爾高（948年起）伯爵，埃希特纳赫修道院長（947年起）。
赫爾曼一世是洛林公爵吉布哈德的兒子，東法蘭克國王康拉德一世的堂弟。當士瓦本公爵布爾夏德二世在意大利征戰時死於諾瓦拉後，東法蘭克國王海因里希一世將士瓦本公國交給赫爾曼一世，是康拉德王朝的首位士瓦本公爵。通過在沃爾姆斯舉行的帝國議會上對公爵的任命，海因里希一世清楚地表明，他並不只是部落貴族，是有權任命公爵的國王。赫爾曼一世迎娶布爾夏德二世的遺孀蘇黎世的雷吉林達為妻。
赫爾曼一世在位期間僅有一次面臨諸侯的叛亂，但他也曾多次被迫在瑞士做出讓步。聖加侖被交給東法蘭克國王海因里希一世直接管轄，赫爾曼一世失去對其土地和收入的使用權。通過對阿爾卑斯山進入勃艮第和意大利的通道的控制，他盡職盡責地為奧托王朝在這些領域的利益服務。赫爾曼一世在科布倫茲建立聖弗洛林教堂。949年12月10日赫爾曼一世死後，被埋葬在博登湖上萊赫瑙島的萊赫瑙修道院。東法蘭克國王奧托一世在沃爾姆斯任命他的兒子魯道夫為士瓦本公爵，魯道夫在947年與赫爾曼的女兒艾達（Ida）成婚。